# Rachelle Viinberg
Rachelle Viinberg (n. 30 aprilie 1979, Nanaimo, British Columbia, Canada) este o canotoare ce a reprezentat Canada, medaliată olimpică. A participat la 2 ediții ale Jocurilor Olimpice (2008, 2012) în care a câștigat o medalie de argint.